# Лиса-Ґура (Вармінсько-Мазурське воєводство)
Лиса-Ґура (пол. Łysa Góra, нім. Anhaltsberg) — село в Польщі, у гміні Пасим Щиценського повіту Вармінсько-Мазурського воєводства.
Населення — 6 осіб (2011).
У 1975-1998 роках село належало до Ольштинського воєводства.

## Демографія
Демографічна структура станом на 31 березня 2011 року:
|          | Загалом | Допрацездатний вік | Працездатний вік | Постпрацездатний вік |
| -------- | ------- | ------------------ | ---------------- | -------------------- |
| Чоловіки | 5       | 3                  | 2                | 0                    |
| Жінки    | 1       | 0                  | 1                | 0                    |
| Разом    | 6       | 3                  | 3                | 0                    |